# Toni May
Toni May (* 4. Dezember 1914 in Köln; † 19. November 2004 ebenda) war ein deutscher Maler und Porträtist.

## Leben
Toni May kam in der Kölner Südstadt im Karthäuserhof Nummer 14 zur Welt. Er blieb dem Vringsveedel der Südstadt lange verbunden; in den 1980er Jahren zog er nach Köln-Mülheim in die Frankfurterstrasse. Der Sohn eines Steinmetzes absolvierte 1929 eine Lehre als Glasmaler. 1933 erhielt er ein Stipendium bei Robert Seuffert an den Kölner Werkschulen. 1940 bekam er ein Staats-Stipendium an der Kunstakademie Düsseldorf bei Julius Paul Junghanns. Er war Kriegsteilnehmer und kam in französische Gefangenschaft. Während des Krieges und in der Gefangenschaft malte er über 5000 Feldskizzen mit Porträts von Soldaten und Kriegsgefangenen. 1946 wurde May freischaffender Künstler mit eigenem Atelier in Köln.
Er porträtierte unter anderem Kardinal Meisner, Hans Gerling (Gerling-Konzern), Iwan David Herstatt (Herstatt-Bank), Willy Millowitsch (Schauspieler), G. Finke (Generaldirektor Gothaer Versicherungs-Bank) und Ferdinand Mülhens (4711/Kölnisch Wasser-Dynastie). Fast alle Arbeiten sind in Privatbesitz, als reiner Auftragsmaler gibt es heute nur wenige Arbeiten von May in öffentlichen Sammlungen. Diese befinden sich im Kölnischen Stadtmuseum. Für das Laientheater Altermarkt-Spielkreis malte er die Kulissen. Eines seiner Kölner Szene-Bilder ist zum Beispiel Rosenmontag 1975 am Altermarkt.
Toni May wurde auf dem Evangelischen Friedhof Köln-Mülheim beerdigt.
Seine Tochter Johanna May (* in den 1980er Jahren) ist Sängerin und Schauspielerin.